# Karl Ludwig Fugger von Babenhausen

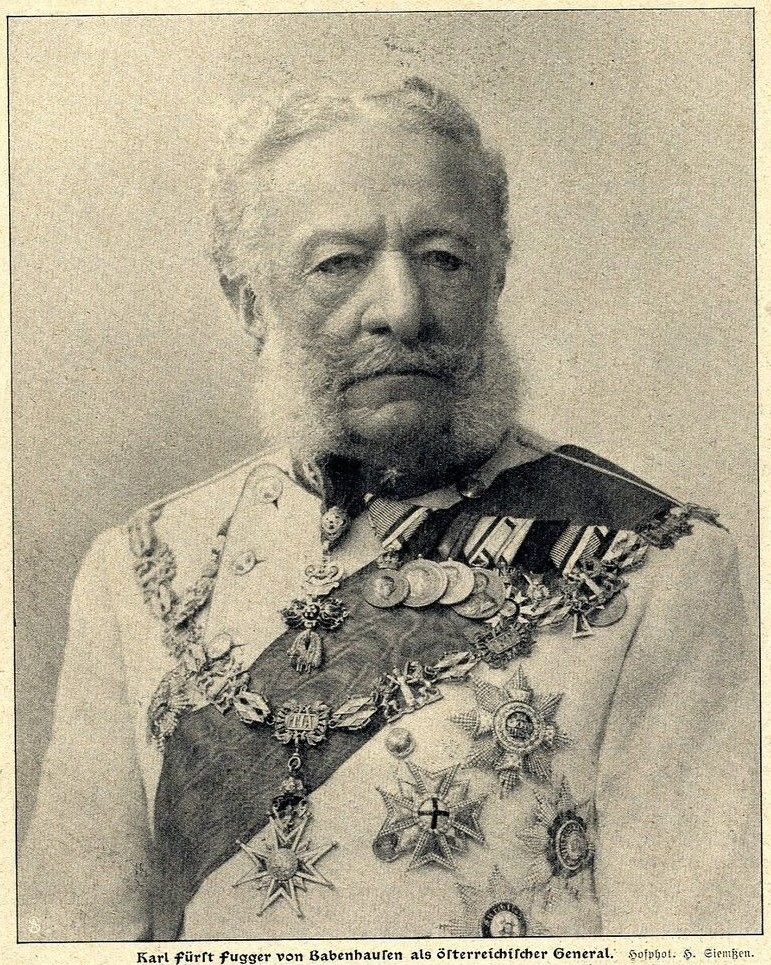
Fürst Karl Fugger von Babenhausen als österreichischer Generalmajor (1906)

Karl Ludwig Maria Joseph Anselm Andreas, 4. Fürst Fugger von Babenhausen (* 4. Februar 1829 in Babenhausen; † 12. Mai 1906 ebenda) war ein deutscher Gutsherr aus Bayerisch-Schwaben. Er gehörte zum Hochadel und diente als Offizier in der österreichischen Armee. Seit 1885 war er Chef des Hauses Fugger-Babenhausen sowie Standesherr und Reichsrat des Königreichs Bayern.

## Leben
Fürst Karl von Fugger-Babenhausen war der Sohn des Fürsten Anton Fugger von Babenhausen (* 13. Januar 1800; † 18. Mai 1836) und von Franziska, geborene Prinzessin zu Hohenlohe-Bartenstein und Jagstberg (* 29. August 1807; † 27. Oktober 1873). 
Nach einer Erziehung durch Privatlehrer absolvierte er von 1842 bis 1847 die Ingenieur-Akademie in Wien.
Fugger-Babenhausen war Offizier der österreichischen Armee und begann seine militärische Laufbahn 1847 als Unterleutnant. 1848 war er Oberleutnant, 1851 Hauptmann und 1862 Major. Als Major war er von 1865 bis 1868 vorstehender Kammerherr bei Erzherzog Heinrich. 1867 wurde er Oberstleutnant und seit Juli 1868 bereits außer Dienst zum Oberst befördert. Zuletzt war er seit 1897 im Rang eines Generalmajors.
Nach seiner Heirat verbrachte er seine freie Zeit vorwiegend auf Schloss Meiselberg, dem Familiensitz seiner Frau in Kärnten. Von 1868 bis 1885 besaß er das Gut Tanzenberg bei Hörzendorf.   
Zudem war er seit dem 9. Jänner 1884 auf Lebenszeit ernanntes Mitglied im Herrenhaus des österreichischen Reichsrats und k. und k. Geheimer Rat.
Mit dem Tod seines älteren Bruders Leopold (* 4. Oktober 1827; † 10. April 1885), des am 10. April 1885 kinderlos verstorbenen dritten Fürsten Fugger von Babenhausen, trat er das Erbe der Fuggerschen Besitzungen an und siedelte von Schloss Meiselberg nach Babenhausen über. Zu seinem Besitz gehörten die Schlösser Wellenburg und Babenhausen, ebenso wie die Fuggerhäuser in Augsburg. Er war nun bayerischer Standesherr und der vierte Fürst Fugger von Babenhausen. Von 1885 bis 1906 war er somit auch erbliches Mitglied in der bayerischen Kammer der Reichsräte. Von 1891 bis 1893 war er Mitglied des Präsidiums und amtierte in dieser Zeit als Erster Präsident der Kammer der Reichsräte.
Im Jahre 1900 erfolgte seine Aufnahme als Ritter in den Orden vom Goldenen Vlies. 
Fürst Karl von Fugger-Babenhausen war auch Ehren-Großkomtur des bayerischen St. Georg-Ordens und Kapitular des St. Hubertus-Ordens. Fürst Karl von Fugger-Babenhausen galt als einer der reichsten und angesehensten deutschen Standesherren.

## Ehe und Nachkommen
Karl gehörte der römisch-katholischen Kirche an und heiratete in Klagenfurt am 8. Oktober 1855 Friederike, Gräfin Christalnigg von und zu Gilitzstein (* 27. Mai 1832 in Klagenfurt; † 17. Juni 1888 ebenda). Das Paar hatte drei Kinder:
- Pauline (* 9. Jänner 1857 in Klagenfurt; † 11. August 1886 auf Schloss Meiselberg); Heirat in Klagenfurt am 9. Jänner 1879 mit Janko Graf Vojkffy von Vojkovic († 23. Mai 1897)
- Maria (* 18. August 1858 in Meiselberg; † 6. März 1927 ebenda); Heirat in Meiselberg am 25. Juli 1880 mit Christoph Graf von Wydenbruck († 4. Oktober 1917 in Reichenhall)
- Karl Fürst Fugger von Babenhausen (* 15. Januar 1861 in Klagenfurt; † 5. Juli 1925 ebenda); Heirat in Wien am 8. Jänner 1887 mit Eleonore, geborene Prinzessin zu Hohenlohe-Bartenstein (* 4. Oktober 1864 in Bartenstein; † 1. März 1945 in Wien).